# Anomalotinea liguriella
Anomalotinea liguriella is een vlinder uit de familie echte motten (Tineidae). De wetenschappelijke naam is voor het eerst geldig gepubliceerd in 1879 door Millière.
De soort komt voor in Europa.